# Аштаун
Аштаун (англ. Ashtown; ирл. Baile an Ásaigh) — городской район Дублина в Ирландии, находится в административном графстве Дублин (провинция Ленстер). Район расположен на королевском канале около автодороги N3 (Navan Road) южнее Фингласа.

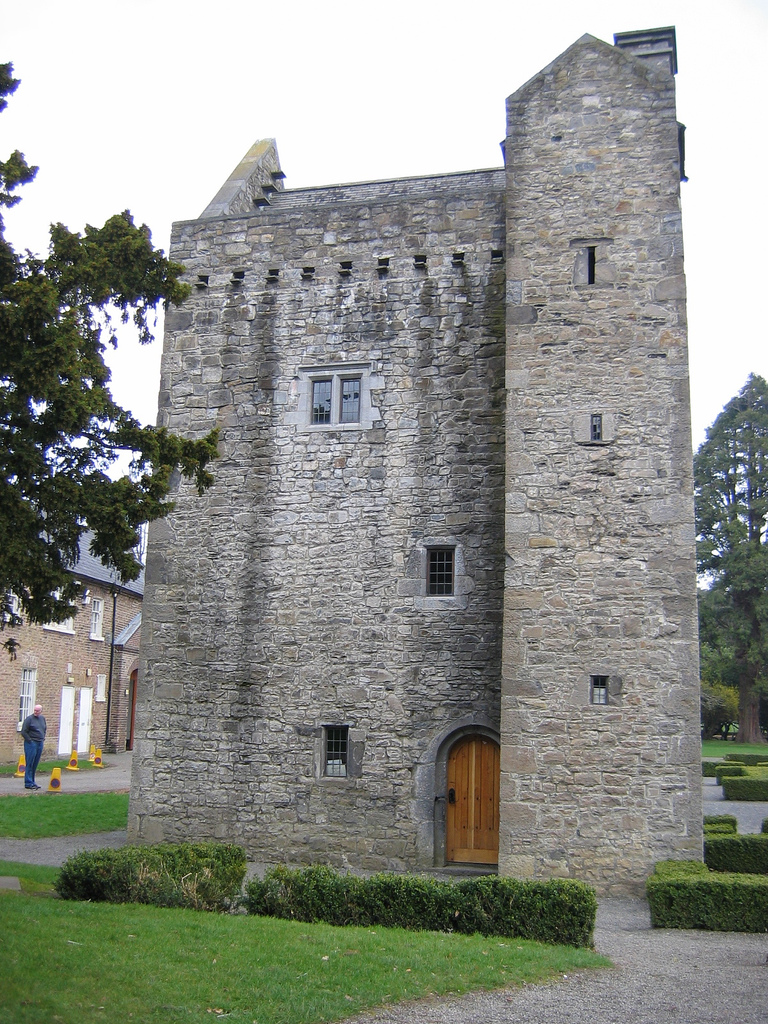
Замок Аштаун

На территории района частично расположен один из самых крупных городских парков — Феникс-парк, аштаунские ворота которого находятся в 500 метрах от железнодорожной станции. Самым старым строение парка является замок Аштаун, построенный предположительно в XVII век и который долгое время находился на территории папского нунция.
В начале XIX века был построен Королевский канал, который позволил увеличить количество фабрик в регионе и дал работу многим жителям
Аштауна и других деревень на канале. Основу производства составляли фабрики по изготовлению свечей семьи Ратборнов.
Железнодорожная станция в Аштауне была открыта в 1903 году. Предположительно на станции было две платформы: одна из них сохранилась, а другая была перестроена в 1982 году.